# Gentiana bambuseti
Gentiana bambuseti là một loài thực vật có hoa trong họ Long đởm. Loài này được T.Y.Hsieh, T.C.Hsu, S.M.Ku & C.I Peng mô tả khoa học đầu tiên năm 2007.